# استان پونو
استان پونو (به اسپانیایی: Provincia de Puno) یک استان در پرو است که در منطقه پونو واقع شده‌است. استان پونو ۶٬۴۹۴٫۷۶ کیلومتر مربع مساحت و ۲۱۹٬۴۹۴ نفر جمعیت دارد و ۳٬۸۲۷ متر بالاتر از سطح دریا واقع شده‌است.